# Dominica nos Jogos Olímpicos de Verão de 1996
Dominica participou dos Jogos Olímpicos de Verão de 1996, realizados em Atlanta, nos Estados Unidos. 
Foi a primeira aparição do país nos Jogos Olímpicos, onde foi representado por seis atletas, sendo quatro homens e duas mulheres, que competiram em dois esportes.

## Competidores
Esta foi a participação por modalidade nesta edição:
| Esporte   | Masculino | Feminino | Total |
| --------- | --------- | -------- | ----- |
| Atletismo | 3         | 2        | 5     |
| Natação   | 1         | 0        | 1     |
| Total     | 4         | 2        | 6     |

## Desempenho

### Atletismo
Masculino
Eventos de pista
| Atleta        | Evento | Eliminatórias | Eliminatórias | Quartas de final | Quartas de final | Semifinal   | Semifinal   | Final       | Final       | Ref.  |
| Atleta        | Evento | Tempo         | Pos.          | Tempo            | Pos.             | Tempo       | Pos.        | Tempo       | Pos.        | Ref.  |
| ------------- | ------ | ------------- | ------------- | ---------------- | ---------------- | ----------- | ----------- | ----------- | ----------- | ----- |
| Cedric Harris | 800 m  | 1:51.46       | 6º/bat. 3     | —                | —                | Não avançou | Não avançou | Não avançou | Não avançou | [ 3 ] |
| Steve Agar    | 1500 m | 3:43.02       | 8º/bat. 1     | —                | —                | Não avançou | Não avançou | Não avançou | Não avançou | [ 4 ] |

Eventos de campo
| Atleta        | Evento       | Eliminatórias | Eliminatórias | Final | Final | Ref.  |
| Atleta        | Evento       | Marca         | Pos.          | Marca | Pos.  | Ref.  |
| ------------- | ------------ | ------------- | ------------- | ----- | ----- | ----- |
| Jérôme Romain | Salto triplo | 16.80 q       | 10º           | NM    | NM    | [ 5 ] |

Feminino
Eventos de pista
| Atleta        | Evento | Eliminatórias | Eliminatórias | Quartas de final | Quartas de final | Semifinal   | Semifinal   | Final       | Final       | Ref.  |
| Atleta        | Evento | Tempo         | Pos.          | Tempo            | Pos.             | Tempo       | Pos.        | Tempo       | Pos.        | Ref.  |
| ------------- | ------ | ------------- | ------------- | ---------------- | ---------------- | ----------- | ----------- | ----------- | ----------- | ----- |
| Hermin Joseph | 100 m  | 11.56         | 5º/bat. 2     | Não avançou      | Não avançou      | Não avançou | Não avançou | Não avançou | Não avançou | [ 6 ] |
| Dawn Williams | 800 m  | 1:59.65 q     | 3º/bat. 3     | —                | —                | 1:59.06     | 5º/bat. 1   | Não avançou | Não avançou | [ 7 ] |

### Natação
Masculino
| Atleta         | Evento     | Eliminatórias | Eliminatórias | Final       | Final       | Ref.  |
| Atleta         | Evento     | Tempo         | Pos.          | Tempo       | Pos.        | Ref.  |
| -------------- | ---------- | ------------- | ------------- | ----------- | ----------- | ----- |
| Woody Lawrence | 50 m livre | 27.88         | 60º           | Não avançou | Não avançou | [ 8 ] |

Legenda
| Recorde mundial      | Recorde mundial (World record)               |                       | Recorde africano                      | Recorde africano (African) |                                           | Q | Classificado por posição (Qualified) |
| Recorde olímpico     | Recorde olímpico (Olympic record)            | Recorde da América    | Recorde da América (Americas)         | q                          | Classificado por melhor tempo (Qualified) |   |                                      |
| Melhor marca do ano  | Melhor marca do ano (World leading)          | Recorde asiático      | Recorde asiático (Asian)              | DNS                        | Não largou (Did not start)                |   |                                      |
| Recorde nacional     | Recorde nacional (National record)           | Recorde europeu       | Recorde europeu (European)            | DNF                        | Não terminou (Did not finish)             |   |                                      |
| Recorde pessoal      | Recorde pessoal do atleta (Personal best)    | Recorde da Oceania    | Recorde da Oceania (Oceania)          | DSQ / DQ                   | Desclassificado (Disqualified)            |   |                                      |
| Recorde da temporada | Recorde da temporada do atleta (Season best) | Recorde sul-americano | Recorde sul-americano (South America) | NM                         | Sem marca (No mark)                       |   |                                      |